# Montlainsia
Montlainsia község Franciaország Burgundia-Franche-Comté régiójában, Jura megyében. Új községként 2017. január 1-jén jött létre Lains, Dessia és Montagna-le-Templier község egyesítésével. A korábbi községek egyesülésekor az új község lélekszáma 253 fő lett. Lakosainak száma 212 fő (2022. január 1.).

## Népesség
| Lakosok száma | 247  | 246  | 245  | 241  | 232  | 222  | 212  |
|               | 2015 | 2017 | 2018 | 2019 | 2020 | 2021 | 2022 |